# Chrecidus quercipodus
Chrecidus quercipodus är en spindeldjursart som beskrevs av David C.M. Manson 1984. Chrecidus quercipodus ingår i släktet Chrecidus och familjen Eriophyidae. Inga underarter finns listade i Catalogue of Life.